# Sparkasse Wiesental
Die Sparkasse Wiesental ist eine Sparkasse in Baden-Württemberg mit Sitzen in Schopfheim und Zell im Wiesental. Sie ist eine Anstalt des öffentlichen Rechts.

## Geschäftsgebiet und Träger
Das Geschäftsgebiet der Sparkasse Wiesental umfasst den nordöstlichen Teil des Landkreises Lörrach. Träger der Sparkasse sind die Städte und Gemeinden Aitern, Böllen, Fröhnd, Häg-Ehrsberg, Hasel, Hausen im Wiesental, Kleines Wiesental, Maulburg, Schönau im Schwarzwald, Schönenberg, Schopfheim, Todtnau, Tunau, Utzenfeld, Wembach, Wieden und Zell im Wiesental.

## Geschäftszahlen
Die Sparkasse Wiesental wies im Geschäftsjahr 2023 eine Bilanzsumme von 1,327 Mrd. Euro aus und verfügte über Kundeneinlagen von 960,02 Mio. Euro. Gemäß der Sparkassenrangliste 2023 liegt sie nach Bilanzsumme auf Rang 296. Sie unterhält 8 Filialen/Selbstbedienungsstandorte und beschäftigt 176 Mitarbeiter.

## Sparkassen-Finanzgruppe
Die Sparkasse Wiesental ist Teil der Sparkassen-Finanzgruppe und gehört damit auch ihrem Haftungsverbund an. Er sichert den Bestand der Institute und sorgt dafür, dass sie auch im Fall der Insolvenz einzelner Sparkassen alle Verbindlichkeiten erfüllen können. Die Sparkasse vermittelt Bausparverträge der regionalen Landesbausparkasse, offene Investmentfonds der Deka und Versicherungen der SV SparkassenVersicherung. Im Bereich des Leasing arbeitet die Sparkasse Wiesental mit der  Deutschen Leasing zusammen. Die Funktion der Sparkassenzentralbank nimmt die Landesbank Baden-Württemberg wahr.

## Geschichte
Die Sparkasse Wiesental entstand zum 1. Januar 2017 aus der Fusion der Sparkasse Schopfheim-Zell mit der Sparkasse Schönau-Todtnau.